# 空は七つの恋の色
『空は七つの恋の色』（そらはななつのこいのいろ）は、1978年4月13日から同年9月28日までよみうりテレビ（制作）・日本テレビ系列の毎週木曜日21:00〜21:54で放映されたテレビドラマ。全25回。

## 概要
三雲翼の一家は、父・祥一郎が日本航空の機長、兄・隼が副操縦士、姉・彩子がパーサー、妹の桜がスチュワーデス、祖母の梅も日本女性パイロット第二号だったという飛行機一家。翼も仙台の航空大学を卒業。卒業の日に翼は仲間たちとレストランで飲んで騒いでいたが、これを注意した矢島里子に、翼はたまたま出会う。里子は仙台の老舗造り酒屋の跡取りだったが、別れた夫・剣之助があまりの飛行機マニアで、これが高じ過ぎたのが元で実家の酒屋が閉店に追い込まれ、飛行機嫌いになっていた。その後里子は、東京でカレー店「ふる里」を開業していた。数日後、ふとしたことから里子の娘・恵子と出会い、知り合う。翼と恵子の恋をきっかけに、飛行機一家の三雲家と飛行機嫌いの里子の一家・矢島家の両家を巻き込みながら、翼が一流のパイロットになるべく奮闘するその成長と波乱を描いたロマン。

## 出演
- 三雲翼：国広富之
- 矢島恵子：新井春美
里子の娘で、東部銀行のOL。
- 矢島里子：八千草薫
家は仙台の老舗造り酒屋で、その跡取りだったが、元夫・剣之助のあまりの飛行機マニアぶりが元で酒屋が閉店。その後カレー店「ふる里」を開業。元夫が原因で、飛行機嫌いである。
- 三雲祥一郎：千秋実
翼の父で、日本航空の機長。
- 三雲茜：乙羽信子
翼の母。
- 橋本彩子：佐藤友美
翼の姉で、パーサー。旧姓・三雲
- 三雲隼：森本レオ
翼の兄で、航空機の副操縦士。
- 三雲桜：若原瞳
翼の妹で、スチュワーデス。
- 三雲梅：南美江
翼の祖母で、日本の女性パイロット第二号。
- 伊達剣之助：佐藤慶
里子の元夫。里子の酒屋をつぶすほど、飛行機関係に金をつぎ込んだ飛行機マニア。
- 井沢真理子：島村佳江
- 賀原夏子
- 幾野道子
- 井沢：高松英郎
真理子の父。
- 山内：名古屋章
- 金原：橋爪功
借金取り。
- 雨宮貢：名高達郎
恵子の勤める東部銀行の頭取の息子。
- 矢島稔：伊藤幸雄
- ジャック森川：赤塚真人
- 友子：白貝真理子
恵子の銀行の同僚で友人。
- 沢木：三倉一徳
- 中山：有馬昌彦
祥一郎の軍隊時代の部下で、東部銀行支店長。
- 橋本：河原崎建三
彩子の夫。

## スタッフ
- 脚本：山田信夫
- 演出：荻野慶人、山根治
- 制作著作：よみうりテレビ

## 主題歌
- パル『空は七つの恋の色』 （作詞：荻野慶人、作曲：青山八郎、編曲：河野土洋）